# Erringden
Erringden – civil parish w Anglii, w West Yorkshire, w dystrykcie metropolitalnym Calderdale. W 2011 civil parish liczyła 159 mieszkańców.